# Доколоніальна історія Болівії

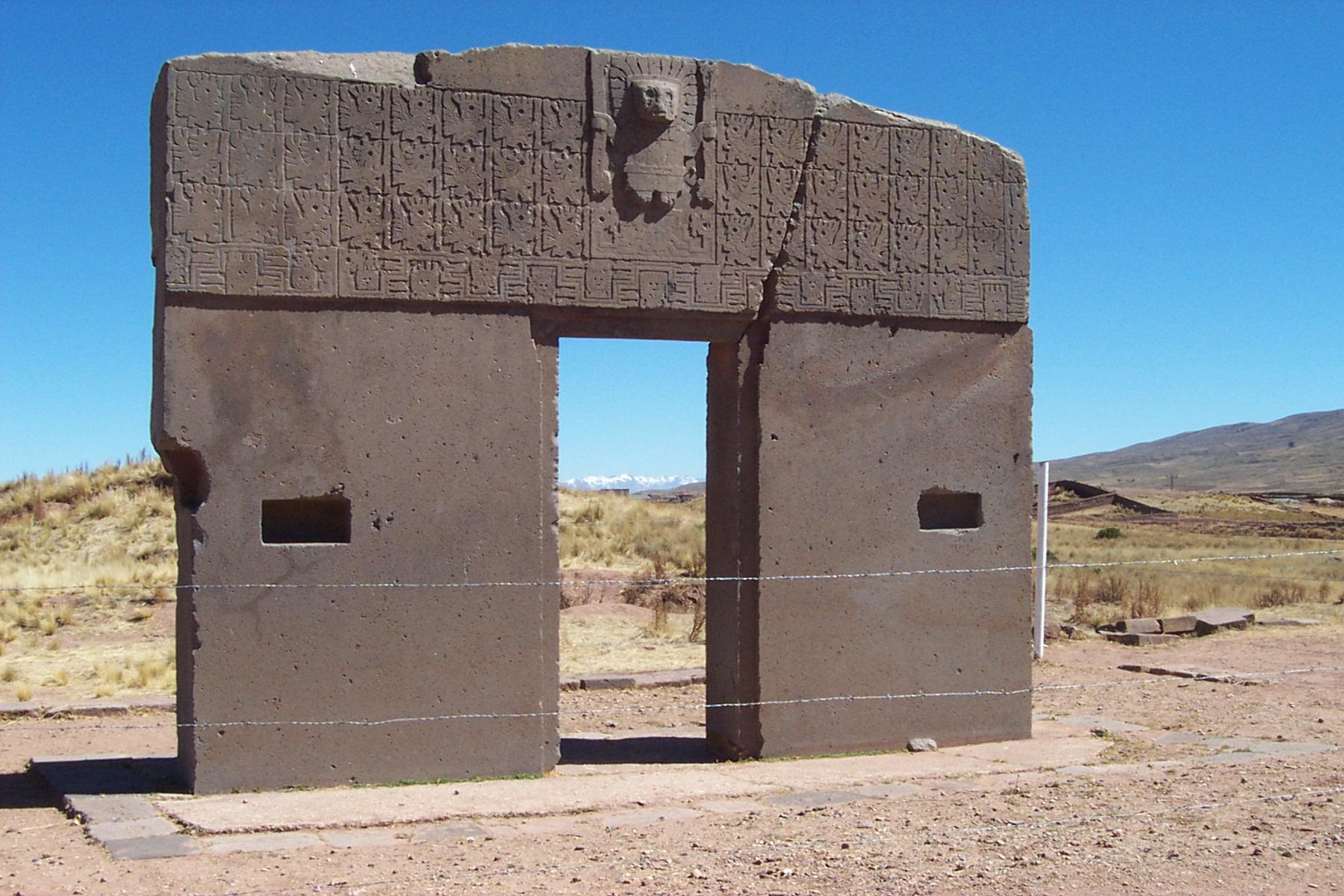
Ворота Сонця в Тіаванако

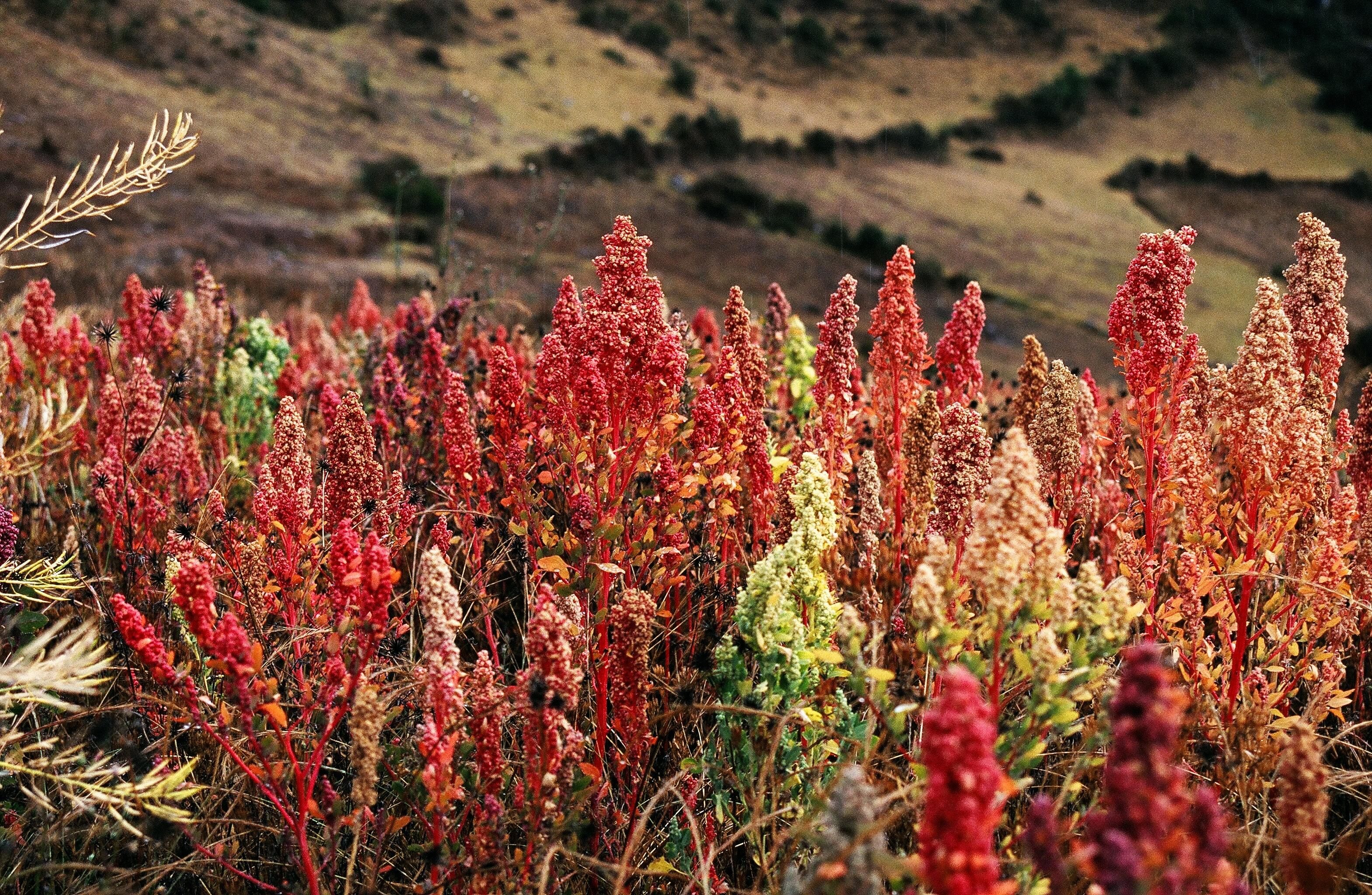
Кіноа

Імперія Тіаванако в її найбільшому територіальному масштабі, 950 рік

Доколоніальна (або доколумбова) історія Болівії охоплює період між 10 000 р. до н. е., коли вперше заселено регіон Верхніх Анд, і 1532 р., коли в імперію інків вторглися іспанські конкістадори. Регіон Анд доколумбової Південної Америки був під пануванням цивілізації Тіаванако приблизно до 1200 року, коли регіональні королівства аймара стали наймогутнішими серед етнічних груп, які жили в густонаселеному регіоні навколо озера Тітікака. Боротьба за владу тривала до 1450 року, коли інки включили Верхню Болівію до своєї зростаючої імперії. Розташувавшись на території сучасного Перу, інки запровадили сільськогосподарські та гірничодобувні методи, які могли конкурувати з тими, які запровадили багато років потому європейські завойовники. Вони також створили значну військову силу та централізували політичну владу. Однак, попри всі їхні зусилля, інки ніколи повністю не контролювали кочові племена болівійських низовин, а також не асимілювали повністю у своє суспільство королівства аймара. Коли прибули європейські завойовники, ці внутрішні розбіжності прирекли імперію інків на загибель.

## Найдавніші культури
У високогірних районах Альтіплано розвивалися різні культури корінних народів Болівії, де вони пристосовувалися до низького рівня кисню, бідних ґрунтів та екстремальних погодних умов. Більш помірні та родючі низовини були слабо заселені спільнотами мисливців-збирачів. Значна частина доколумбового населення зосереджувалася в долинах Альтіплано Кочабамби та Чукісаки.
Картоплю одомашнили поблизу озера Тітікака між 8000 і 5000 роками до нашої ери, кіноа — близько 3000–4000 років тому, а виробництво міді почалося у 2000-х роках до н. е. Ламу, альпаку та вікунью також одомашнили та використовували для транспорту, їжі та одягу.
1994 року сучасні дослідники вперше дослідили Хіскаїрумуку. В розкопаній могилі, розташованій поруч із ямним будинком кінця архаїчного періоду, знайдено намисто з дев'яти золотих намистин. Деревне вугілля, знайдене під час поховання, датує золоті намистини 2155—1936 роками до нашої ери.
Найдавнішими відомими культурами в Болівії були культура Ванкарані та культура Чиріпа. Найдавніші пам'ятки Ванкарані датуються 1800 роком до н. е. Ця культура виникла в районі департаменту Оруро поблизу озера Поопо.

### Доколумбові культури в Болівії
- Ванкарані

- Чиріпа

- Імперія Тіаванако

- Лупака[en]

- Мольо

- Народ чарка[es]

- Народ паяґуа[en]

- Народ уру

- Мохеньйос

## Імперія Тіаванако
Розташоване на заході Болівії місто Тіаванако, столицю однойменної імперії, датують 1200 роком до н. е., коли воно виникло як невелике сільськогосподарське поселення. Близько 400 року імперія Тіаванако розпочала експансію, привласнивши Юнга та встановивши контакти з іншими культурами Перу, Болівії та Чилі. До 600 року вона стала важливою регіональною державою в південних Андах. Потім, між 600 і 700 роками, місто зазнало змін: в регіоні з'явилися нові монументальні стандарти цивільної архітектури та значно зросла чисельність населення.
Вважають, що імперія Тіаванако поглинула культури, а не викорінила їх. Археологи також спостерігали різке поширення кераміки Тіаванако серед культур, які стали частиною імперії. Тіаванако зміцнила владу над своїми володіннями завдяки торгівлі між усіма містами імперії. Завдяки цьому еліти здобували статус, збираючи надлишки продовольства з усіх регіонів, які перебували під їхнім впливом, а потім перерозподіляючи їх там, де це було необхідно. Це спричинило потребу в утриманні великих стад лам для перевезення товарів між центром імперії та периферією.
Близько 950 року відбувся різкий зсув клімату регіонів. Внаслідок цього в басейні Тітікаки значно знизилася річна кількість опадів, і багато міст, розташованих далі від озера, а тому обмежені в доступі до джерел води, почали виробляти менше врожаю, що спричинило зменшення надлишків їжі для еліти. Останнім джерелом значного сільськогосподарського виробництва харчів для імперії, завдяки стійкості піднятих полів для ефективного вирощування продовольчих культур, стала, зрештою, територія безпосередньо навколо столиці та озера, але навіть розумне використання полів не допомогло впоратися зі зміною клімату. Вважають, що імперія Тіаванако розпалася близько 1000 року нашої ери, коли значно знизилося виробництво продуктів харчування, а разом з цим зникло й головне джерело влади панівних еліт. Протягом багатьох років після цього землі знову не були заселені.

## Аймарські королівства

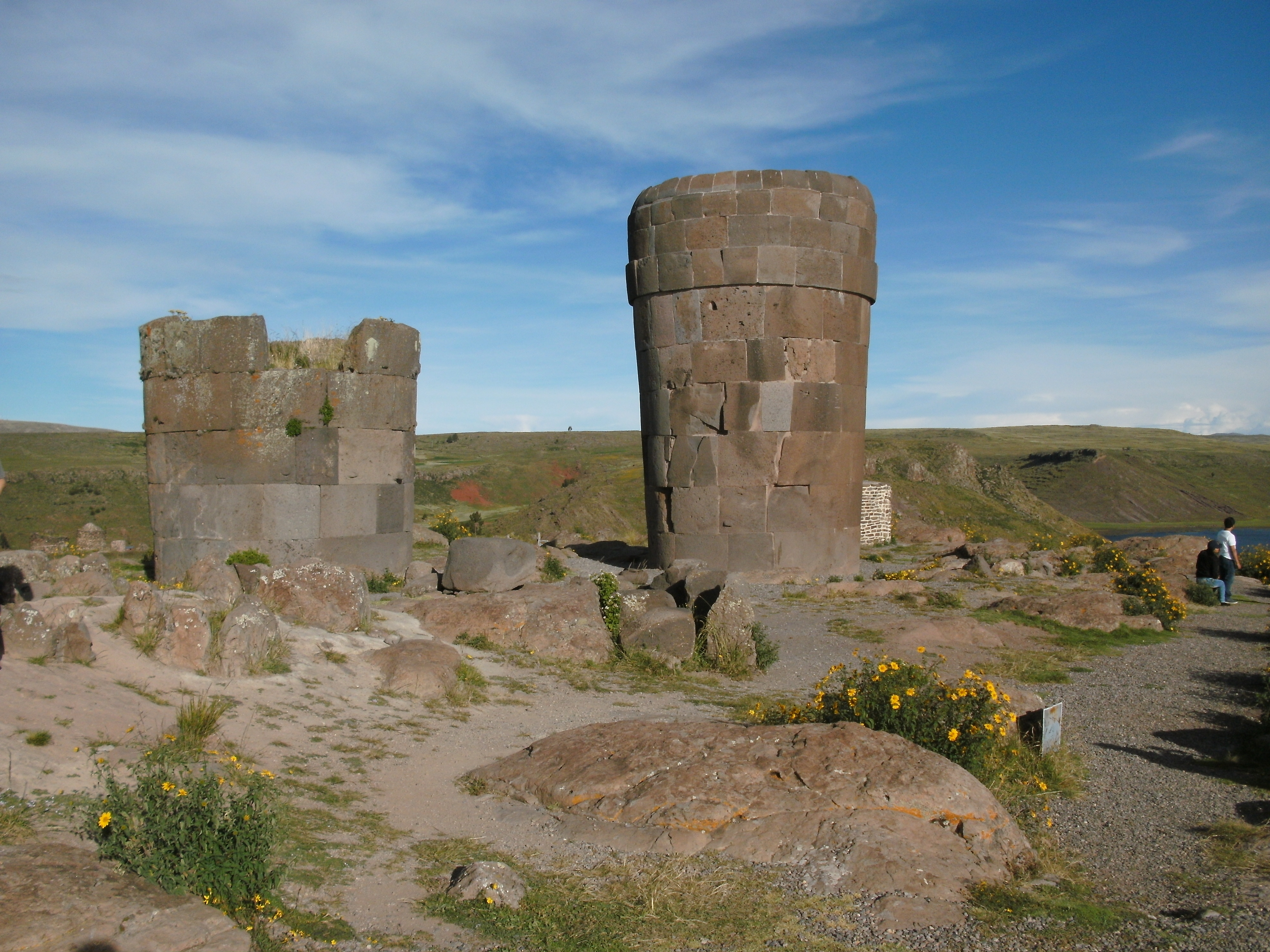
Чулпас

Між 1100 і 1460 роками аймари заснували в регіоні навколо озера Тітікака низку королівств, найбільшими з яких були королівства Лупака, Колла та Кана. Вони розташовувалися далі вглиб країни в укріплених містах (пукара), а похоронні та церемоніальні вежі чульпа збереглися досі. Хоча аймари жили та процвітали в суворих умовах альтіплано, вони також контролювали землі на східних схилах Анд, більш придатні для виробництва продуктів харчування — щоб вирощувати достатньо їжі для підтримки свого населення, створювалися також колонії в низовинних помірних та субтропічних районах. Цей тип організації суспільства отримав назву вертикальний архіпелаг.
Суспільство аймара складалося з айлью або родинних груп. Айлью поділялася на два прошарки — вищий (ханансая) та нижчий (урінсая). Аймари також контролювали та домінували над народами уру та пукіна, які жили в Андському регіоні до аймара, і на XII століття їх звели до статусу пригноблених, безземельних робітників, підлеглих аймара. Однак панування аймара в регіоні зрештою припинилося зі зростанням держави кечуа з Куско, які остаточно завоювали їх між 1460 і 1500 роками.

## Імперія інків

Прапор Кольасую

Інки завоювали значну частину території сучасної Західної Болівії за свого дев'ятого імператора Інки Пачакутека Юпанкі, правління якого тривало від 1438 до 1471 року. Пачакутека Юпанкі змінив його син Тупак Інка Юпанкі, правління якого тривало від 1471 до 1493 року. Західна Болівія стала однією з чотирьох територій інків у складі їхньої імперії, відомої як Кольасую, з населенням приблизно 1 млн осіб.
Найвищий посадовець Кольасую правив від імені «інки» (імператора) та керував групою провінційних губернаторів, які так само керували представниками аймарської шляхти. За системою трудової повинності під назвою міта інки змушували підвладні їм народи працювати в шахтах, на будівництві або служити в армії. Цікаво, що ці працівники отримували за свою працю повну компенсацію.
Попри політику крайньої централізації, інки не внесли фундаментальних змін в організацію королівств аймара, і ці королівства залишалися відносно автономними. Багато місцевих вождів зберегли значну частину влади, і загалом влада інків підтримувала їхнє правління. За цих умов аймара змогли зберегти культуру, місцеві релігійні практики та мову. Регіональна шляхта, хоча й мусила відправляти своїх дітей на навчання до Куско, також і далі мала приватну власність. Ба більше, практика аймара щодо створення нових колоній у східних долинах та вздовж узбережжя була дозволена за правління інків.
1470 року кілька королівств аймара почали повставати проти інків. Однак інки повністю розгромили дві держави аймара та заспокоїли регіон загалом, відправивши мітім, колоністів, що розмовляли мовою кечуа, на території аймара, зокрема в південні долини та більш центральні долини, де пізніше засновано Кочабамба та Сукре. На початок XVI століття інки повністю відновили свою владу.
Попри відновлене панування, інкам, однак, не вдалося підкорити кочові племена на східних болівійських низовинах. Залишки фортець інків тут свідчать про цю невдачу та про те, що інки могли підкорити лише культури, засновані на сільськогосподарській діяльності. Завдяки опору, кочові племена на східних низовинах, що займали дві третини Болівії, значною мірою зберегли спосіб життя навіть після іспанського завоювання. Незалежність та успіх народу мохос, наприклад, виявилася в будівництві надземних дамб для боротьби з регулярними повенями в регіоні та обслуговування свого населення.